# Melderomer Col·lectiu Audiovisual
Melderomer Col·lectiu Audiovisual és una associació d'estudiants de comunicació audiovisual i periodisme. Naix l'abril de 2011 a Gandia amb la finalitat de fer divulgació, difondre esdeveniments i donar veu a persones i associacions que els grans mitjans no cobrixen Al seu web ofereixen informació d'actualitat amb la publicació d'un o diversos reportatges setmanals en format audiovisual sobre les últimes protestes que hagen tingut lloc o bé amb entrevistes o vídeos de temàtica diversa. També hi realitzen retransmissions en directe per flux de dades i campanyes especials que busquen la participació dels usuaris com el #Critifalles. El novembre de 2012 estrenen el documental MengemSA, sobre alternatives als models agroalimentaris dominants al País Valencià, realitzat amb el suport de la Universitat Politècnica de València. El 2012 són guardonats amb el Premi al Mitjà de Comunicació més compromès amb la gent jove pel Consell Nacional de la Joventut de Catalunya.